# 胡集回族乡
胡集回族乡，是中华人民共和国河南省商丘市民权县下辖的一个乡镇级行政单位。

## 行政区划
胡集回族乡下辖以下地区：
胡集村、金楼村、赵铁楼村、陆南村、凡楼村、于楼村、小马庄村、丁咀村、冯堂村、马庄村、陆北村、孟庄村和谢庄村。